# Quesnelia testudo
Quesnelia testudo là một loài thực vật có hoa trong họ Bromeliaceae. Loài này được Lindm. miêu tả khoa học đầu tiên năm 1891.

## Hình ảnh

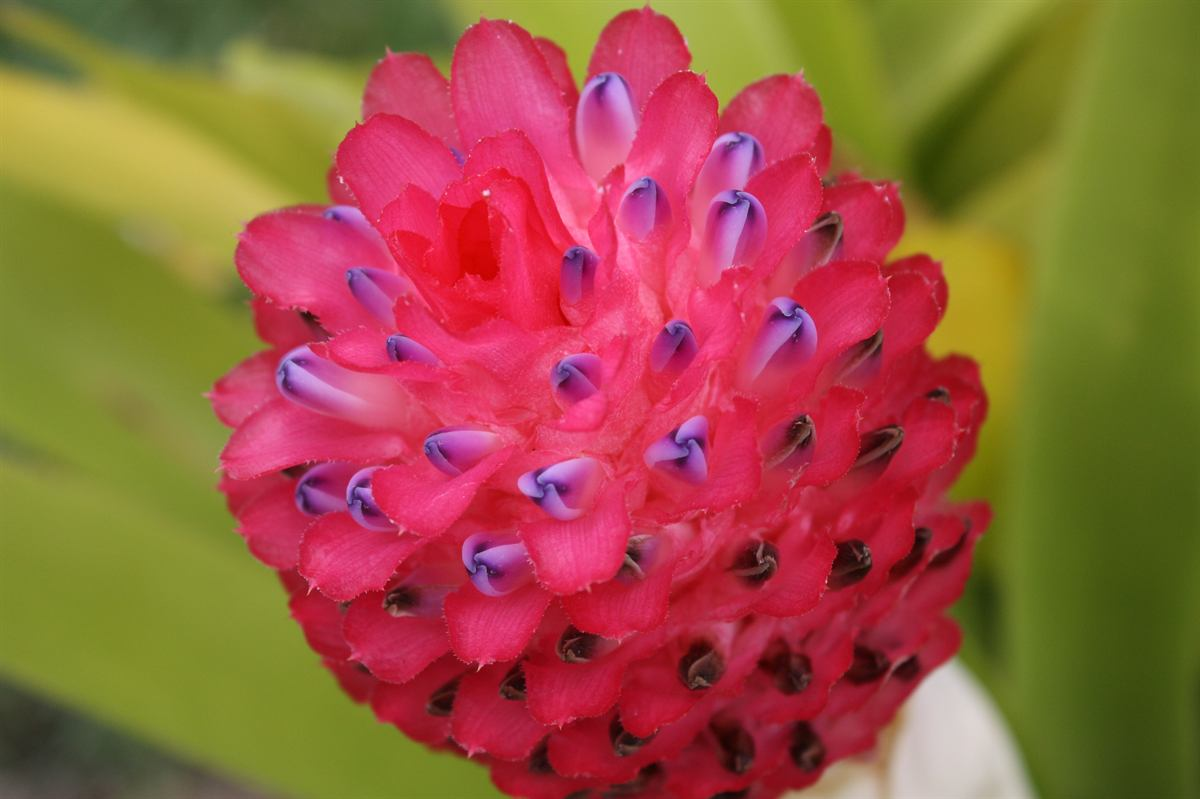
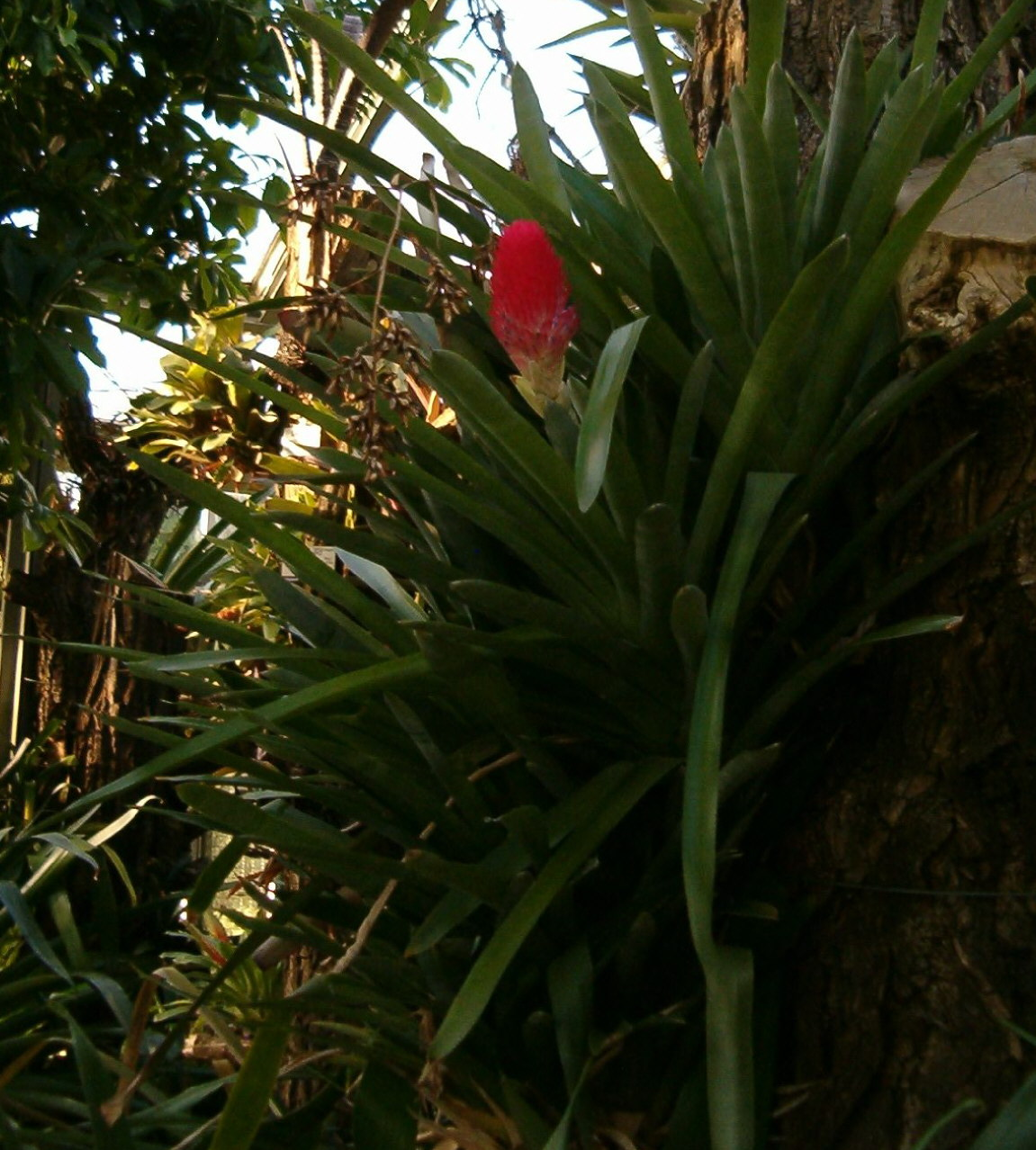
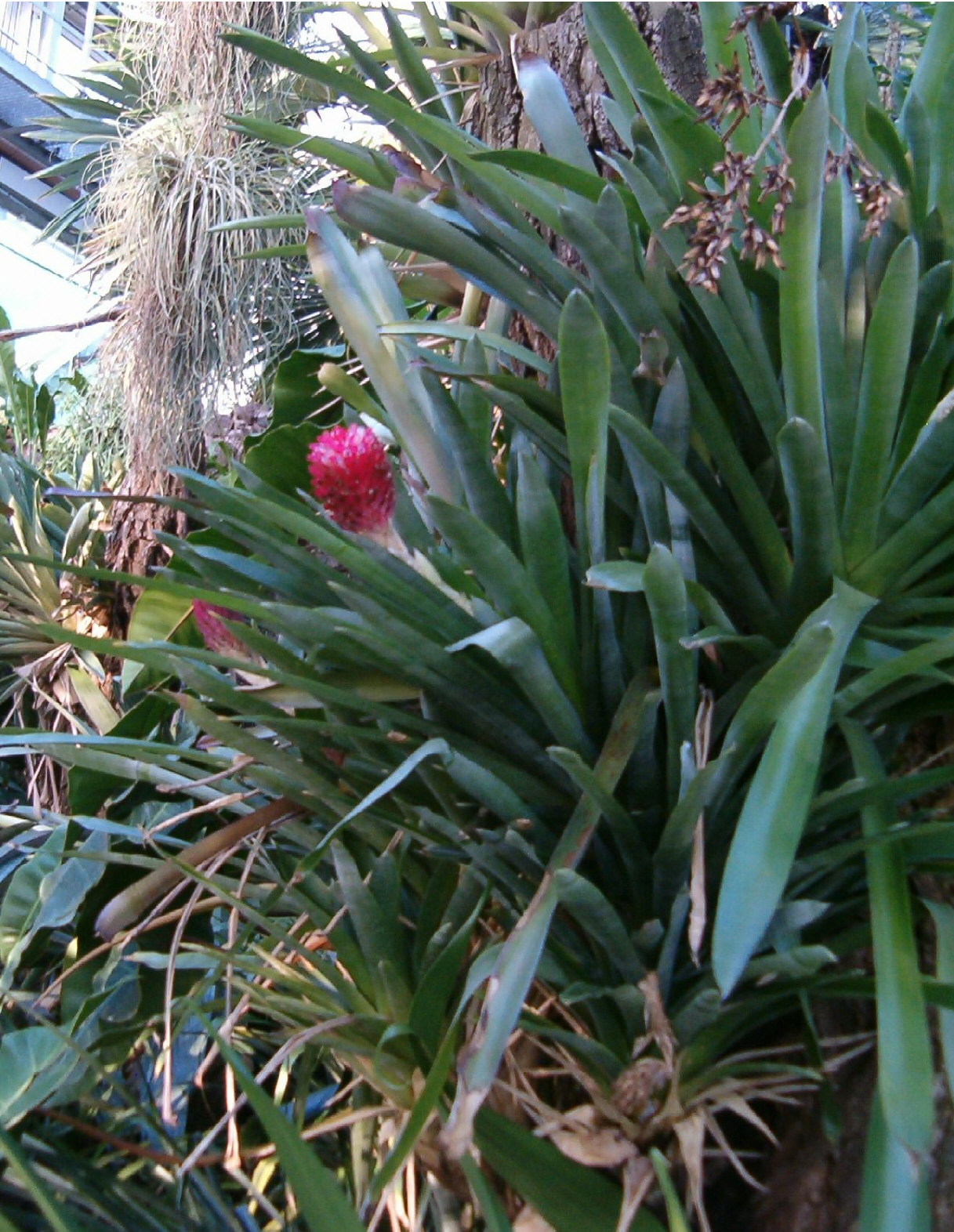
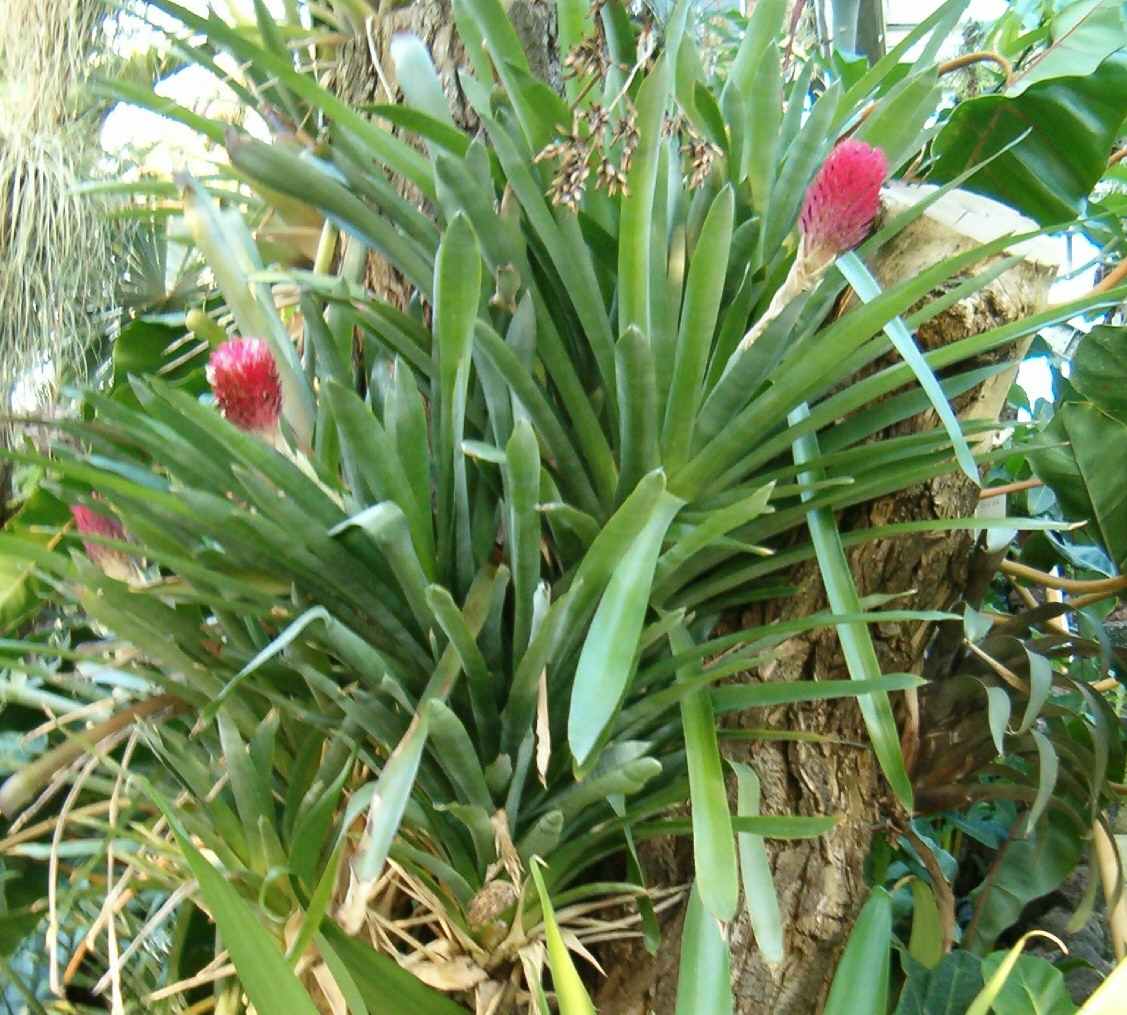